# Биггс, Шерри-Ли
Шерри-Ли Биггс (англ. Scherri-Lee Biggs; род. 1990) — фотомодель южноафриканского происхождения, победительница конкурса красоты Мисс Вселенная Австралия, жувущая в Перте (Австралия). Она победила на конкурсе Мисс Вселенная Австралия 7 июля 2011.

## Биография
Биггс родилась в Южной Африке, в возрасте 12 лет её семья эмигрировала в Австралию. В юности она училась танцам и балету, но в 16 лет решила стать моделью, после того как начала работать в «Vivien’s modelling agency».

## Мисс Вселенная
Биггс была в фаворитках конкурса «Мисс Вселенная Австралия». Став Мисс Вселенная Австралия, она участвовала в церемонии в Мельбурнском отеле «Софитель», вместе с 21 участницей конкурса. На конкурсе Мисс Вселенная 2011, прошедшем в Сан-Паулу (Бразилия) 12 сентября 2011, она вошла в ТОП-10.